# Nicole Lachartre
Nicole Lachartre, née à Paris le 27 février 1934 et morte le 25 janvier 1992, est une compositrice française de musique électroacoustique et de musique classique.

## Biographie
Nicole Marie Lachartre étudie la composition au Conservatoire de Paris avec Darius Milhaud, André Jolivet et Jean Rivier, où elle reçoit des premiers prix en fugue et en contrepoint. Elle suit des cours avec Pierre Schaeffer au Groupe de Recherches Musicales en 1967 et travaille avec Pierre Henry en 1968 dans son studio Apsome, où elle compose sa première pièce électroacoustique, Onirique, la même année. 
Elle fonde en 1974 l'Association pour la Collaboration des Interprètes et des Compositeurs (ACIC) pour faciliter le mélange entre musique électroacoustique et musique instrumentale. 
Tout au long des années 1970 et 1980, elle va composer de la musique instrumentale et électroacoustique en parallèle, multipliant les résidences et les visites dans des centres de musique électronique en Europe, comme l'Institute for Psychoacoustics and Electronic Music à Gand, le Groupe de Musique Expérimentale de Bourges, l'Institute of Sonology de Utrecht, le Radio Belgrade Electronic Music Studio à Belgrade et Fylkingen à Stockholm. 
Lachartre publie également des articles pour des journaux, notamment le Journal de la Musique Nouvelle de Recherche, pour l'Encyclopædia Universalis et dans la revue Diagrammes du monde. 
Elle décède en 1992 à Versailles,.
Une rétrospective de ses oeuvres est parue sous la forme d'un coffret de trois disques vinyles 33 tours en 2023 sur le label belge « Metaphon ».

## Œuvres
Nicole Lachartre a composé des musiques pour instrument solo, ensemble de chambre, voix, mais aussi de la musique électroacoustique et pour le théâtre:
- Le Manteau d'ombre (1963)
- D'un pays fasciné (1964)
- Sonates. Alto, piano (1964)
- Les chants de la tristesse. Six mélodies pour soprano et orchestre (1964)[5]
- Légendes. Quintette à vent (1964)
- 8 préludes. Piano (1964)
- Les Chants de la Tristesse (1964)
- Trois mouvements. Violon, piano (1964)
- Quintettes. Clarinette, violons (deux), alto, violoncelle (1965)
- 8 Préludes pour piano (1965)
- Sonates. Piano (1965)
- 3 Mouvements pour violon et piano (1966)
- Pièce pour piano (1966)
- Suites. Voix, ondes Martenot, zarb (1968)
- Onirique (1968)
- Essai I (1968)
- Essai II (1968)
- Notes pour dix musiciens (1968)
- Textures sonores pour le livre des 4999 caractères. Quatre solistes, chœur d'hommes, chœur de femmes, chœur mixte et orchestre, textes extraits du Tao Tö King (1969)
- Mundus imaginabilis. Percussion, bande magnétique (1970)
- Suicide cosmique. Bande magnétique (1970)
- Pièce pour onde Martenot et harpe (1970)
- Résonance et paradoxe. Ondes Martenot, piano, percussion (1971)
- Mundus sensibilis. Bande magnétique] (1972)
- La Musique des musiciens interrompue par les paroles-répétitions de Qohèlèt-Ecclésiaste (1972)
- Gristi zivu zemlju. Bande magnétique (1973)
- Mundus intellectualis. Bande magnétique (1973)
- Hommage à Amiel. Flûte, bande magnétique (1974)
- En sa mémoire l'hommesprit. Ensemble instrumental (1974)
- Que le jour soit le jour, que la nuit soit la nuit, pour Toi, satellite de Ton propre soleil (1974)
- Couteau de clarté (1975)
- Il y a mille et mille soleils. Flûte, percussion, harpe (1975)
- Nidaa. Basse, ensemble à cordes (1975)
- Ana'al-haqq. Quintette à vent (1975)
- Crissent les sombres vitraux d'élytres translucides. Voix (six), ondes Martenot (6) (1976)
- Unica ou La poutre de soleil. Bande magnétique (1977)
- Les champs de Cinabre. Bande magnétique (1977)
- Le cri de la cigogne peut même atteindre le ciel. Piano, bande magnétique (1978)
- La geste inachevée. Ensemble instrumental (1978)
- Dix représentations musicales du nom d'Herman Sabbe. Flûte (1978)
- Schlaf-wagen-für Katz (1978)
- Couteau de clarté. Voix (trois), ensemble instrumental (1978)
- Hommage à Ruysbroeck. Bande magnétique (1979)
- Pôttchô I. Flûte (1979)
- Pôttchô II. Flûte (1979)
- Mes plaies, mes ancres qui me retiennent par le vide (1979)
- Sous les grandes eaux sommeillent mes patries étranges. Ensemble instrumental (1980)
- Le jardin du village des sables blancs. Bande magnétique (1980)
- Joë Bousquet, galant de neige. Clavecin, violon, violoncelle (1980)
- Le nuage d'inconnaissance. Carillon ou clavecin ou piano (1980)
- Babylone malade ou la nuit du thermomètre. Mini-opéra comique (1981)
- Papouil Tchatcharett. Récitant ad libitum, ensemble instrumental (1982)
- Ogives désirs. Ensemble instrumental (1982)
- Le jeu des logarythmes (1983)
- Noce avec la folie. Piano, clarinette, flûte, percussion, violon, violoncelle (1983)
- Musivision IV (1983)
- Requiem pour une compositrice. Clavecin (1984)
- Les grenouilles n'ont pas de dents (1984)
- Les coqs sont égorgés (1984)
- Un dragon tombé de cheval (1985)
- Une robe tombée en poussière (1986)
- Le jardin des tortues (1986)
- L'oiseau Poutou-Poutou (1988)
- Les figurines de glace (1991)

Elle a écrit:
- "Les musiques artificielles." dans Diagrammes du monde n°146 (avril 1969): 1-96.
- Des articles concernant la musique dans l'Encyclopaedia universalis, tome 11 (1968).